# Anthony Gerard Bosco
Anthony Gerard Bosco, né le 1er août 1927 à New Castle (Pennsylvanie), aux États-Unis et mort le 2 juillet 2013 à Greensburg (Pennsylvanie) aux États-Unis, est un prélat catholique américain.

## Biographie
Bosco  est ordonné prêtre  en 1952. En 1970 il est nommé évêque auxiliaire de Pittsburgh et évêque titulaire de Labicum (de) et est consacré par John Joseph Wright avec comme co-consécrateurs Vincent Leonard (en) et John Bernard McDowell (en). Anthony Gerard Bosco est nommé évêque de Greensburg en 1987. Il prend sa retraite en 2004.